# Museo Arqueológico de Afyonkarahisar
El Museo Arqueológico de Afyonkarahisar (en turco, Afyonkarahisar Müzesi) es uno de los museos arqueológicos de Turquía. Está ubicado en la ciudad de Afyonkarahisar, situada en la provincia de su mismo nombre.  

## Historia
Un primer edificio del museo estuvo en funcionamiento entre 1933 y 1970. Se trataba de un museo mixto, que incluía una sección de piezas arqueológicas y otra de etnografía. En 1971 se trasladó a un nuevo edificio.

## Colecciones
El museo contiene una colección de objetos arqueológicos de necrópolis y antiguas ciudades de la región que abarca desde el periodo calcolítico (aproximadamente el año 3000 a. C.) hasta el periodo otomano. Estos comprenden herramientas, obras de arte y monedas que están ordenadas en las salas del museo cronológicamente y explican la evolución histórica del área, que incluye la presencia de los hititas, frigios, lidios, griegos, romanos y bizantinos.  
En el patio del museo se conservan grandes piezas arquitectónicas, escultóricas, lápidas, sarcófagos y estelas funerarias. Pertenecen principalmente a la época de la dinastía selyúcida y del imperio otomano.
|                                         |
| Estela de Kocaoğuz, del periodo hitita. |

|                     |
| Estatua de Esfinge. |

|                      |
| Estatua de Artemisa. |

|                                                                            |
| Sarcófago de época romana, del área de la antigua ciudad frigia de Apamea. |